# Hans Gresmann
Hans Gresmann (* 25. April 1928 in Hamburg; † 16. Oktober 2006 in Albufeira, Portugal) war ein deutscher Zeitungs- und Rundfunkjournalist.

## Leben
Gresmann studierte in Hamburg und Seattle Geschichtswissenschaft, Psychologie und Politikwissenschaft. 1957 wurde er Redakteur im Politik-Ressort der Wochenzeitung Die Zeit und von der damaligen stellvertretende Chefredakteurin Marion Gräfin Dönhoff gefördert. Ihm wird die Erfindung des Beinamens „König Silberzunge“ für Bundeskanzler Kurt Georg Kiesinger zugeschrieben. 1963 organisierte er eine Lesereise des sowjetischen Schriftstellers Jewgeni Jewtuschenko durch die Bundesrepublik. Ab 1965 war er auch als Kommentator im ARD-Fernsehen tätig.
Anfang 1970 wurde Gresmann erster Chef der Beilage ZEITmagazin, über dessen erste Ausgabe vom 2. Oktober der Verleger Gerd Bucerius so verärgert war, dass er Gresmann an der inzwischen zur Chefredakteurin avancierten Gräfin Dönhoff vorbei durch deren Vorgänger Josef Müller-Marein ersetzte. Kurz darauf erhielt Gresmann den Theodor-Wolff-Preis.
Statt wie von Bucerius angeboten in die Politik-Redaktion zurückzuwechseln, verließ Gresmann die Zeit und wechselte 1971 zum Südwestfunk (SWF). Zunächst Mitarbeiter beim Politmagazin Report Baden-Baden, wurde er 1973 Ressortleiter Politik und stellvertretender Leiter der Fernsehredaktion, 1981 dann deren Chefredakteur. 1984/85 war er Ko-Moderator des SWF für die ARD-Talkshow Moment mal.
1986 bis 1990 war Gresmann für den SWF-Hörfunk sowie den Deutschlandfunk Korrespondent im ARD-Auslandsstudio Washington. Ab 1990 arbeitete er als freier Journalist. Im selben Jahr erhielt er für seine Verdienste um die deutsch-amerikanischen Beziehungen das Bundesverdienstkreuz 1. Klasse.